# عمار اباتوک
عمار اباتوک (به لاتین: Amar Abathok) یک منطقهٔ مسکونی در نپال است که در Lumbini Zone واقع شده‌است.

## خصوصیات
عمار اباتوک ۱٬۹۷۸ نفر جمعیت دارد.